# Control de tren de unidades múltiples
El control de tren de unidades múltiples, a veces abreviado como unidad múltiple o mando múltiple, es un método para controlar simultáneamente todos los equipos de tracción en un tren desde un solo puesto, ya sea varios coches automotores o un conjunto de locomotoras.

## Orígenes

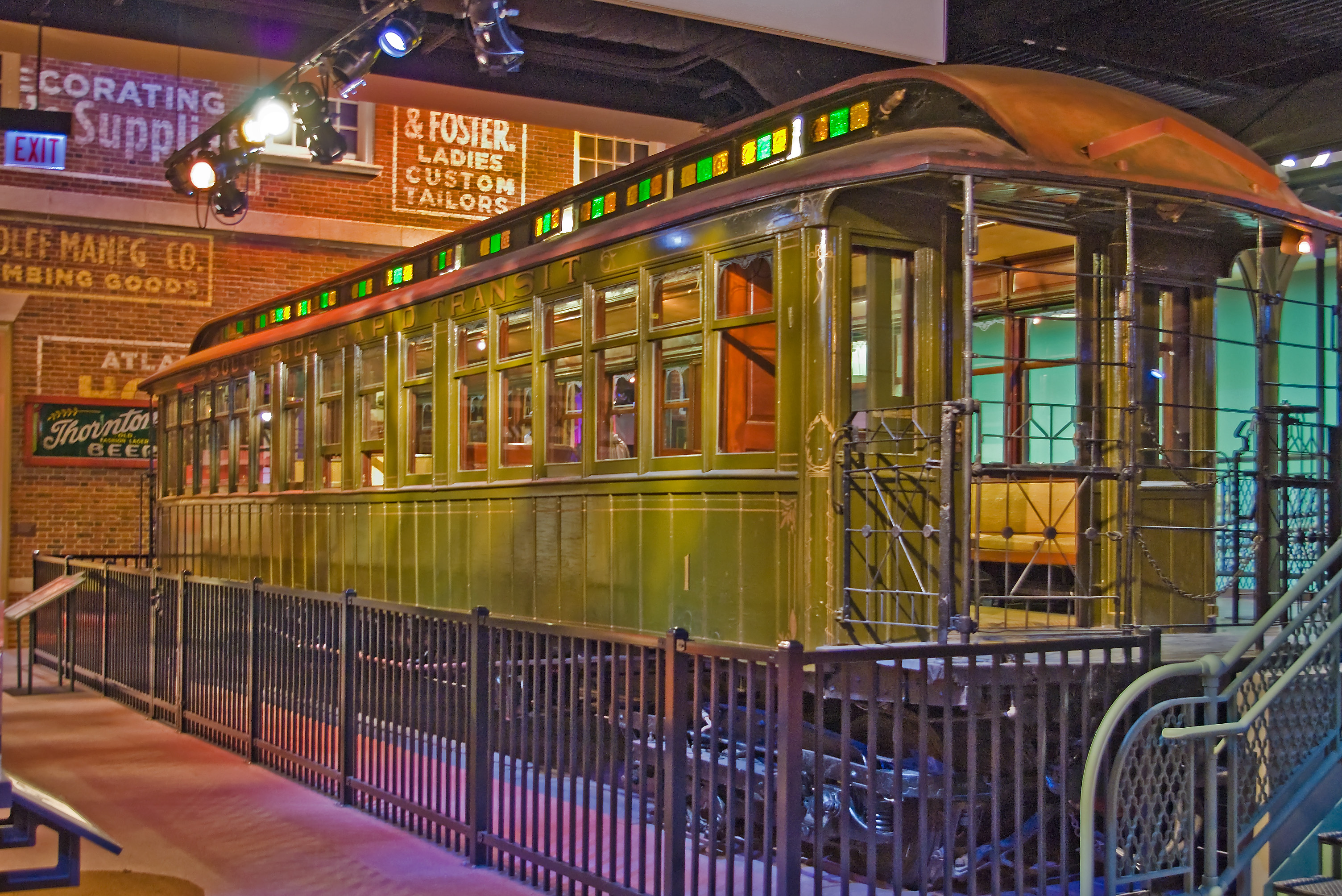
Coche N.º 1 del South Side Elevated Railroad car #1, uno de los coches que Frank Sprague convirtió para operar con mando múltiple en Chicago.

El sistema de control de unidades múltiples fue desarrollado inicialmente por Frank Sprague y aplicado y probado por primera vez en el South Side Elevated Railroad (ahora parte del Chicago 'L') en 1897.
En 1895, basándose en el sistema del control de ascensor de corriente continua, creado y producido por su compañía, Frank Sprague inventó un control de unidades múltiples para operar trenes eléctricos. Esto aceleró la construcción de ferrocarriles y troleys eléctricos alrededor del mundo.
Cada coche del tren tiene sus propios motores de tracción: los relés de control de motor de cada vehículo se encuentran energizados por medio de cables desde el primer coche, lo que hace que todos los motores del tren responden al unísono.

## Uso en locomotoras
El sistema de mando múltiple de Sprague fue adoptado para usarse en locomotoras diésel-eléctricas en la década de 1920. Sin embargo, estas primeras conexiones de control eran enteramente neumáticas. Los modernos controles de mando múltiple de hoy utilizan elementos neumáticos para el control de los frenos y elementos eléctricos para control de velocidad, freno dinámico y luces de fallas.
Las más modernas locomotoras diésel se entregan ahora con equipos de mando múltiple, lo que permite que un conjunto de locomotoras sean operadas desde una sola cabina. Sin embargo, no todas las conexiones de mando múltiple están estandarizadas entre los fabricantes, limitando los tipos de locomotoras que pueden acoplarse entre sí. En América del Norte hay un alto grado de estandarización con el sistema de la Association of American Railroads. En el Reino Unido se emplean varios sistemas de mando múltiple incompatibles entre sí, incluso algunas clases de locomotoras no pueden ser acopladas para trabajar juntas, pero las más modernas de los ferrocarriles británicos usan el sistema estándar de la AAR.
Los sistemas modernos de MM son fácilmente identificables debido a los largos cables de conexión a la derecha e izquierda del acople. Una conexión típica consiste en varias mangueras de aire para controlar el sistema de frenos de aire y un cable eléctrico para el control de los equipos de tracción. La manguera más larga, localizada al lado del enganche, es la línea de freno de aire principal o «línea de tren». Mangueras adicionales enlazan el compresor de aire de las locomotoras con el control de freno de las máquinas independientemente del resto del tren. Puede haber mangueras adicionales para aplicar arena a los rieles.
Las locomotoras preparadas para funcionar en configuración mexicana tienen conexiones adicionales para suministrar electricidad del generador de la unidad «madre» a los motores de tracción del slug.

## Uso en trenes de pasajeros
Los coches de las modernas unidades múltiples eléctricas y diesel suelen utilizar un acople especializado que provee las conexiones mecánicas, neumáticas y eléctricas entre ellos. Estos acoples permiten que los coches sean conectados y desconectados automáticamente sin intervención humana en el suelo.
Alrededor del mundo están en uso varios diseños de acoples automáticos, incluyendo el acople Scharfenberg, varios del tipo híbridos (como el Tightlock, usado en el RU), el acople Wedgelock, el acople Dellner (similar al Scharfenberg en apariencia) y el acople BSI.
La tecnología del control múltiple también es necesaria para la operación de trenes push-pull o reversibles operando con una locomotora estándar en un solo extremo. Las señales de control son recibidas de la propia cabina en forma normal, o de la cabina ubicada en el otro extremo, conectada a la locomotora por medio de cables a lo largo de todos los coches intermedios.